# Bộ Điền (田)
Bộ Điền, bộ thứ 102 có nghĩa là "ruộng" là 1 trong 23 bộ có 5 nét trong số 214 bộ thủ Khang Hy.
Trong Từ điển Khang Hy có 192 chữ (trong số hơn 40.000) được tìm thấy chứa bộ này.

## Tự hình Bộ Điền (田)

Giáp cốt văn
Kim văn
Đại triện
Tiểu triện

## Chữ thuộc Bộ Điền (田)
| Số nét bổ sung | Chữ                                       |
| -------------- | ----------------------------------------- |
| 0              | 田 由 甲 申 甴 电                         |
| 1              | 甶 𤰓 𤰔                                  |
| 2              | 男 甸 甹 町 甼                            |
| 3              | 画 甽 甾 甿 畀 畁 畂 畃 畄 畅             |
| 4              | 畆 畇 畈 畉 畊 畋 界 畍 畎 畏 畐 畑 畒 畓 |
| 5              | 畔 畕 畖 畗 畘 留 畚 畛 畜 畝 畞 畟 畠    |
| 6              | 畡 畢 畣 畤 略 畦 畧 畨 畩 異             |
| 7              | 番 畫 畬 畭 畮 畯 畱 畲 畳 畴             |
| 8              | 畵 當 畷 畸 畹 畺                         |
| 9              | 畻 畼 畽                                  |
| 10             | 畾 畿                                     |
| 11             | 疀 疁 疂                                  |
| 12             | 疃 疄                                     |
| 13             | 疅                                        |
| 14             | 疆 疇                                     |
| 15             | 疈                                        |
| 17             | 疉 疊                                     |